# Horário de Kaliningrado
| roxa          | Horário dos Açores / Horário de Verão dos Açores (UTC-1 / UTC±0)                    |
| Azul claro    | Horário da Europa Ocidental (UTC±0)                                                 |
| Azul          | Horário da Europa Ocidental / Horário de Verão da Europa Ocidental (UTC±0 / UTC+1). |
| Vermelho      | Horário da Europa Central / Horário de Verão da Europa Central (UTC+1 / UTC+2).     |
| Amarelo claro | Horário de Kaliningrado (UTC+2).                                                    |
| Amarelo       | Horário do Leste Europeu / Horário de Verão do Leste Europeu (UTC+2 / UTC+3).       |
| Verde claro   | Horário da Turquia, Horário de Moscovo (UTC+3).                                     |

O fuso horário de Kaliningrado, também conhecido como Horário de Kaliningrado é dado por UTC+2 durante todo o ano, sendo somente usado no Oblast de Kaliningrado.
Até 2011, o horário de Kaliningrado era idêntico ao Horário do Leste Europeu, que é o UTC+2, e durante o verão, era usado o UTC+3. Em 27 de março de 2011, a Rússia mudou para o horário de verão permanente, de modo que os relógios permaneceriam no que tinha sido o horário de verão durante todo o ano, tornando o horário de Kaliningrado permanentemente definido como UTC+3. Em 26 de outubro de 2014, esta lei foi revertida, mas o horário de verão não foi reintroduzido, então Kaliningrado está agora permanentemente definido como UTC+2.
Cidades principais:
- Kaliningrado
- Sovetsk
- Chernyakhovsk